# Katja Reichenfeld
Katja Reichenfeld (Amsterdam, 1942) is een Nederlands kunsthistoricus en schrijfster.

## Biografie
Reichenfeld studeerde kunstgeschiedenis. Zij werkt tussen 1977 en 1988 als wetenschappelijk medewerker bij het Joods Historisch Museum in Amsterdam. Daar hield zij zich onder andere bezig met de collectie van Charlotte Salomon, een joodse kunstenaar die in de Tweede Wereldoorlog is omgebracht. Later werd Reichenfeld muziekrecensent bij NRC Handelsblad. In 2017 is zij freelance muziekpublicist. 
Katja Reichenfeld was getrouwd met Rembrandtkenner Ernst van de Wetering. 